# مونمورانسی، ولدوآز
شهر مونمورانسی، ولدوآز (به فرانسوی: مونمورانسی، ولدوآز) در شهرستان ولدوآز در ناحیه ایل-دو-فرانس با جمعیت ۲۱٬۴۱۶ نفر در کشور فرانسه واقع شده‌است